# Nyabagere
Nyabagere är ett periodiskt vattendrag i Burundi, ett biflöde till Kinyankonge. Det rinner upp öster om Burundis största stad Bujumbura och rinner genom de norra delarna av staden. Ibland räknas vattendraget nedströms sammanflödet med Kinyankonge till Nyabagere.